# Koronen
Koronen – organiczny związek chemiczny, skondensowany, policykliczny węglowodór aromatyczny o wzorze sumarycznym C24H12, zbudowany z 6 pierścieni benzenowych.
Koronen występuje także w przyrodzie w postaci minerału karpatytu.